# Линтер
«Линтер» — российская СУБД, реализующая стандарт SQL:2003 (за исключением нескалярных типов данных и объектно-ориентированных возможностей) и поддерживающая основные операционные системы, в том числе семейство Windows, различные версии UNIX, ОС реального времени QNX и др.

## История
История СУБД ЛИНТЕР начинается в 1980 году. У системы были свои отечественные предшественники, в разработке которых принимали непосредственное участие создатели СУБД ЛИНТЕР. К 1983 году в Воронежском СКТБ «Системпрограмм», в рамках государственного заказа, был разработан и успешно завершен проект реляционной СУБД БАРС под управлением операционной системы реального времени РАФОС (прототипом является RT-11) для машин семейства СМ ЭВМ.
С 1985 года разработчиками системы была принята концепция мобильности, совместимости и открытости, результатом реализации которой стало создание СУБД ИНТЕРЕАЛ. Данная система охватывала широкий спектр программно-аппаратных платформ: от ЭВМ Электроника-85 и управляющих модулей на базе Intel 8086 до вычислительных комплексов на базе СМ1702, Электроника 82, и их прототипов семейства VAX.
В 1990 году коллективом разработчиков СУБД было основано научно-производственное предприятие РЕЛЭКС (Реляционные экспертные системы). Именно тогда и появилась СУБД ЛИНТЕР.
Основные направления применения СУБД ЛИНТЕР: государственные проекты, системы реального времени (real time systems), встроенные системы (embedded systems) и т. д. Для СУБД ЛИНТЕР существуют программные интерфейсы для большинства популярных средств разработки. СУБД ЛИНТЕР — единственная в своем классе, имеющая сертификаты на соответствие 2 классу защиты информации от несанкционированного доступа и 2 уровню контроля отсутствия недекларированных возможностей для СВТ. 
2 июня 2015 года Минкомсвязь России издает «Протокол экспертной оценки проектов по импортозамещению инфраструктурного программного обеспечения», в котором проект «Создание независимого стека отечественных технологий СУБД ЛИНТЕР, обеспечивающего эффективное замещение корпоративных решений от сторонних производителей и реализацию полного спектра  автоматизированных систем нового поколения», занимает 2-е место по направлению «Системы управления базами данных». Среди отечественных организаций, допущенных к реализации работ, указываются НТЦ «РЕЛЭКС», ООО «Диасофт Платформа», Группа «Техносерв» и др.
18 марта 2016 года по решению Экспертного совет программному обеспечению (ПО) при Минкомсвязи России СУБД ЛИНТЕР включена в единый реестр российских программ для электронных вычислительных машин и баз данных (реестр российского ПО). Соответствующий приказ подписал глава Минкомсвязи России Николай Никифоров.

### ЛИНТЕР и отличия от ЛИНТЕР-ВС
ЛИНТЕР и ЛИНТЕР-ВС — разные СУБД.
В конце 90-х годов в рамках проектов МО РФ ЗАО НПП «РЕЛЭКС» была разработана система Линтер-ВС 6.0. Прототипом данной системы стала коммерческая версия СУБД ЛИНТЕР 5.7 образца 1999 года, также разработанная в компании РЕЛЭКС.
Не следует путать с СУБД «Линтер-ВС» (начиная с версии 6.0.1), разработанную АО ВНИИНС для ОС МСВС на основе PostgreSQL 7.4, 8.4 и 9.2.
Линтер-ВС 6.0 работает только под управлением операционной системы МСВС.

### Современное состояние ЛИНТЕР
Текущая стабильная версия – 6.0.20.3.

### СУБД нового поколения ЛИНТЕР SoQoL
Компания «РЕЛЭКС» с 2017 года развивает собственную высокопроизводительную масштабируемую реляционную СУБД СОКОЛ. СУБД СОКОЛ не является форком какого-либо другого продукта и была разработана с "чистого листа" с целью эффективного использования возможностей современного многоядерного оборудования. За счет новой архитектуры СУБД СОКОЛ линейно масштабирует производительность на 20-, 40-, 80-ядерных и т.д. серверах. Эта СУБД предназначена для банков, ритейла, телекома, промпредприятий, а именно для тех компаний, которые работают с высокой нагрузкой и большими базами данных.
Основываясь на высокой производительности, подтвержденной внешними тестами , СОКОЛ позволяет:
- значительно экономить средства на закупках оборудования, лицензиях к СУБД;
- увеличивать быстродействие существующих систем;
- выполнить миграцию решений, основанных на Oracle/MS SQL Server и требовавших высокой скорости обработки данных.

СУБД СОКОЛ является OLPT-системой общего назначения, не имеет каких-либо ограничений в диалекте SQL, поддерживает стандартные программные интерфейсы и язык хранимых процедур, близкий по синтаксису к PL/SQL. СОКОЛ работает на российских операционных системах, на процессорах с архитектурой x86 и Эльбрус.
Проект имеет канал в телеграм, где разработчики делятся результатами работы.
В 2024 году был выпущен первый официальный релиз продукта. 
Команда разработчиков СУБД СОКОЛ представляла продукт на конференции Archdays 2024, акселераторе Драйвер ФРИИ, а также стала победителем Финтех-акселератора Газпромбанка. 
Подробнее с СУБД СОКОЛ можно ознакомиться на сайте продукта.

## Программно-аппаратные платформы
| - Linux x86 - Linux x86-64 - Linux Itanium - Linux на POWER - Microsoft Windows (32-бит) - Windows NT (x64) | - Solaris x86 - Solaris AMD64/EM64T - Solaris SPARC (64-бит) - AIX5L - Mac OS X Server | - МСВС - ОС Эльбрус - HP-UX PA-RISC - HP-UX Itanium - HP Tru64 UNIX - HP OpenVMS Alpha - IBM z/OS | - QNX - QNX Neutrino - LynxOS - Raspbian - ОС РВ (ОС 2000) - VxWorks - WinCE - Maemo - ReactOS |

## Технические характеристики СУБД ЛИНТЕР
| Название характеристики                           | Величина |
| Объём базы данных                                 | До 65535 таблиц каждая объёмом до 12 ТБ |
| Количество строк в одной таблице                  | До 230 (~1 млрд) |
| Количество строк, выбираемых одним запросом       | До 230 (~1 млрд) |
| Размер строки (не считая BLOB-полей)              | До 64К |
| Размер строкового значения (кроме BLOB и UNICODE) | До 4000 символов (4000 байт) |
| Размер значения UNICODE                           | До 2000 символов (4000 байт) |
| Размер BLOB-значения                              | До 231 (~ 2 млрд байт) |
| Количество полей в строке                         | До 250 |
| Минимальный объём памяти, занимаемой ядром СУБД   | 3 Мб (для специализированных версий — от 800К) |
| Защита данных                                     | 2 класс защиты данных от несанкционированного доступа и 2 уровень контроля отсутствия недекларированных возможностей. Мандатный контроль доступа к данным на уровне таблиц, столбцов, строк и отдельных полей строк. Управление доступом к рабочим станциям и устройствам хранения информации. Контроль доступа к СУБД по расписанию. Управление протоколированием операций над БД (аудит). Аутентификация пользователей через LDAP, Kerberos, средствами операционной системы. Хеширование паролей по алгоритму FIPS 180-2 SHA-224.                                                              |
| Форматы для полнотекстовой индексации             | TXT, XML, HTML, PDF, DOC, DOCX, XLS, XLSX, PPT, PPTX, Open Office, PS |
| Программные интерфейсы                            | ODBC 3.х (включая 3.8), JDBC (1, 2, 3, 4, 4.1, 4.2), Hibernate, Hibernate Spatial, Apache Cayenne, EclipseLink, OLE DB, ADO.NET 2.0/3.x/4.x (включая поддержку LINQ и Entity Framework; поддержка до Visual Studio 2017 включительно), dbExpress, Perl (включая DBI), PHP (включая PDO), Python (включая Django), Ruby on Rails, Tcl/Tk, Qt (4.x. 5.x), Mono, Embedded SQL. |
| Конвертация данных из других СУБД                 | Утилиты конвертации, работающие через ODBC и ADO.NET. Конвертер из DBF-формата. Конвертер модели данных (из ERwin в ЛИНТЕР) |
| Горячее резервирование                            | Система горячего резервирования функционирует в комплексе с СУБД ЛИНТЕР на компьютерах с операционными системами типа Unix или Windows, одинаковой программно-технической архитектурой и протоколом TCP/IP. Система горячего резервирования обеспечивает повышенную степень надёжности функционирования СУБД ЛИНТЕР в случае отказа вычислительного оборудования или программных средств |
| Администрирование                                 | Псевдографические и графические утилиты для Windows и UNIX — рабочий стол, архиватор БД, конвертер БД, тестирование и восстановление БД, миграция БД, отладчик хранимых процедур и триггеров |
| Архивирование                                     | Полное, выборочное, инкрементное, по расписанию, в соответствии со скриптом, возможность архивирования на ленту |
| Репликация                                        | Асинхронная (в том числе и двунаправленная), возможна репликация с другими БД через ODBC |
| Синхронизация                                     | С различными СУБД через ODBC посредством online протоколов TCP/IP (в том числе и через SSL), HTTP, HTTPS и offline транспортов — ActiveSync, ftp, e-mail и т. д. |
| Средства разработки                               | Любые средства разработки, поддерживающие ODBC, JDBC, OLE DB, ADO.NET, dbExpress, Qt и др. |
| Поддерживаемые платформы                          | Linux (различные версии и аппаратные платформы, включая Embedded Linux и 64-разрядные варианты Linux), МСВС, Solaris (различные версии и платформы), Mac OS X, BSD (OpenBSD, FreeBSD, BSDI, NetBSD различных версий), UnixWare, IRIX, AIX, SINIX, QNX (включая QNX 6), USIX, VxWorks, OS-9, OS-9000, ОС РВ, ИНТРОС, VMS, OpenVMS, Windows (XP, NT4, Vista, Windows7, Windows Server 2008, Windows Server 2012, Windows Server 2016), Android, Maemo, Windows CE |
| Поддержка средств интернационализации             | Поддержка объектов CHARACTER SET и TRANSLATION стандарта SQL. Поддержка кириллических кодировок (CP866, CP1251, KOI8-R), европейских кодировок CP437, CP850, CP1252, CP8859-1 … CP8859-15, многобайтных кодировок (CP932, CP946, CP949, СP950, EUC_JP), UTF-8. Поддержка UNICODE (для всех версий) |
| Типы данных                                       | Char, Varchar, Nchar, Nchar Varying, Byte, Varbyte, Boolean, Smallint, Integer, Bigint, Real, Double, Numeric, Date, Blob, Extfile |
| Геометрические типы данных                        | По спецификации OpenGIS: POINT, LINESTRING, POLYGON, MULTIPOINT, MULTILINESTRING, MULTIPOLYGON, GEOMETRYCOLLECTION Для совместимости с PostgreSQL: BOX, LINE, CIRCLE |
| Геометрические функции                            | По спецификации OpenGIS: - функции для создания значений геометрических типов с помощью текстового и бинарного представления (GeomFromText, GeomFromWKB и множество других); - функции для анализа свойств геометрических данных (как общие — Dimension, Envelope, Boundary и др., так и специализированные для каждого из геометрических типов данных — Length, Area, Centroid и др.); - геометрические операторы (Union, Intersection и др.); - функции, описывающие отношения между двумя значениями геометрических типов (Distance, Equals, Intersects и др.); - поддержка Hibernate Spatial. |
| Поддерживаемые сетевые протоколы                  | TCP/IP(в том числе и SSL) |
| Поддержка стандарта языка SQL                     | Поддержка стандарта SQL:2003, за исключением нескалярных типов данных и объектно-ориентированных возможностей. |
| Процедурные расширения языка SQL                  | Собственный синтаксис языка хранимых процедур и триггеров. Средства отладки хранимых процедур и триггеров. Возможность конвертации хранимых процедур из синтаксиса PL/SQL. |

## Редакции
СУБД ЛИНТЕР поставляется в двух редакциях.
| Название        | Особенности | Операционные платформы                                       |
| --------------- | --- | ------------------------------------------------------------ |
| ЛИНТЕР БАСТИОН  | обеспечивает степень защиты обрабатываемой информации до уровня государственной тайны «совершенно секретно» включительно | Windows Linux QNX МСВС Astra Linux ОС Эльбрус ЗОСРВ Нейтрино |
| ЛИНТЕР СТАНДАРТ | решение основных задач, стоящих перед современной СУБД                                                                   | Windows Linux                                                |
| ЛИНТЕР СОКОЛ    | транзакционная СУБД, объединяющая в себе удобство реляционных и стремящаяся к быстродействию in-memory решений           | Windows Linux ОС Эльбрус                                     |